# Théhillac
Théhillac (Gallo Teilhac, bretonisch Tehelieg) ist eine französische Gemeinde mit 610 Einwohnern (Stand 1. Januar 2022) im Département Morbihan in der Region Bretagne. Théhillac gehört zu den Gemeinden in der Bretagne, in denen Gallo gesprochen wurde.

## Geographie
Théhillac liegt am linken Ufer des Flusses Vilaine rund neun Kilometer südlich von Redon im Südosten des Départements Morbihan und gehört zum Gemeindeverband Redon Agglomération.
Nachbargemeinden sind Rieux im Norden, Fégréac im Nordosten, Sévérac im Osten, Missillac im Süden sowie Saint-Dolay im Westen.

## Bevölkerungsentwicklung
| Jahr                       | 1962 | 1968 | 1975 | 1982 | 1990 | 1999 | 2006 | 2012 | 2019 |
| Einwohner                  | 502  | 476  | 484  | 533  | 510  | 512  | 523  | 562  | 604  |
| Quellen: Cassini und INSEE |      |      |      |      |      |      |      |      |      |

## Sehenswürdigkeiten
- Schloss von Théhillac(auch Château de la Cour genannt; 17. Jahrhundert)
- Kirche Saint-Pierre-du-Moutier aus dem 16. Jahrhundert (1852 erweitert), mit Kreuz auf dem Dorffriedhof
- Kapelle La Salette in Port Bily (1857)
- Pfarrhaus aus dem Jahr 1762
- Mühle in Port-Bily, die Windmühle in Saint-Lienne und die Wassermühle in Le Rocher
- Wegkreuz Notre-Dame-de-Boulogne (1944)
- Quelle in Saint-Lienne

Quelle:

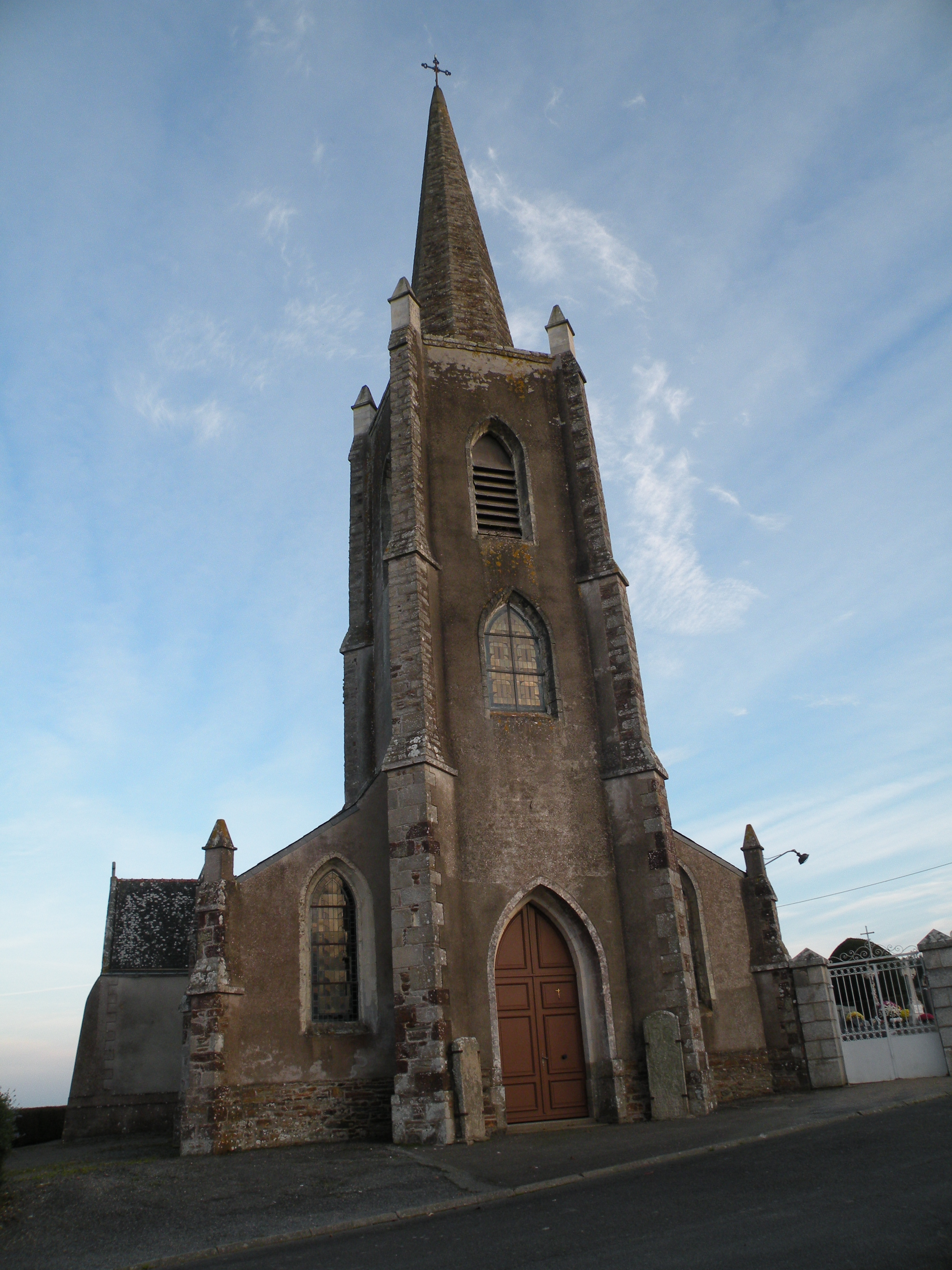
Kirche Saint-Pierre-du-Moutier
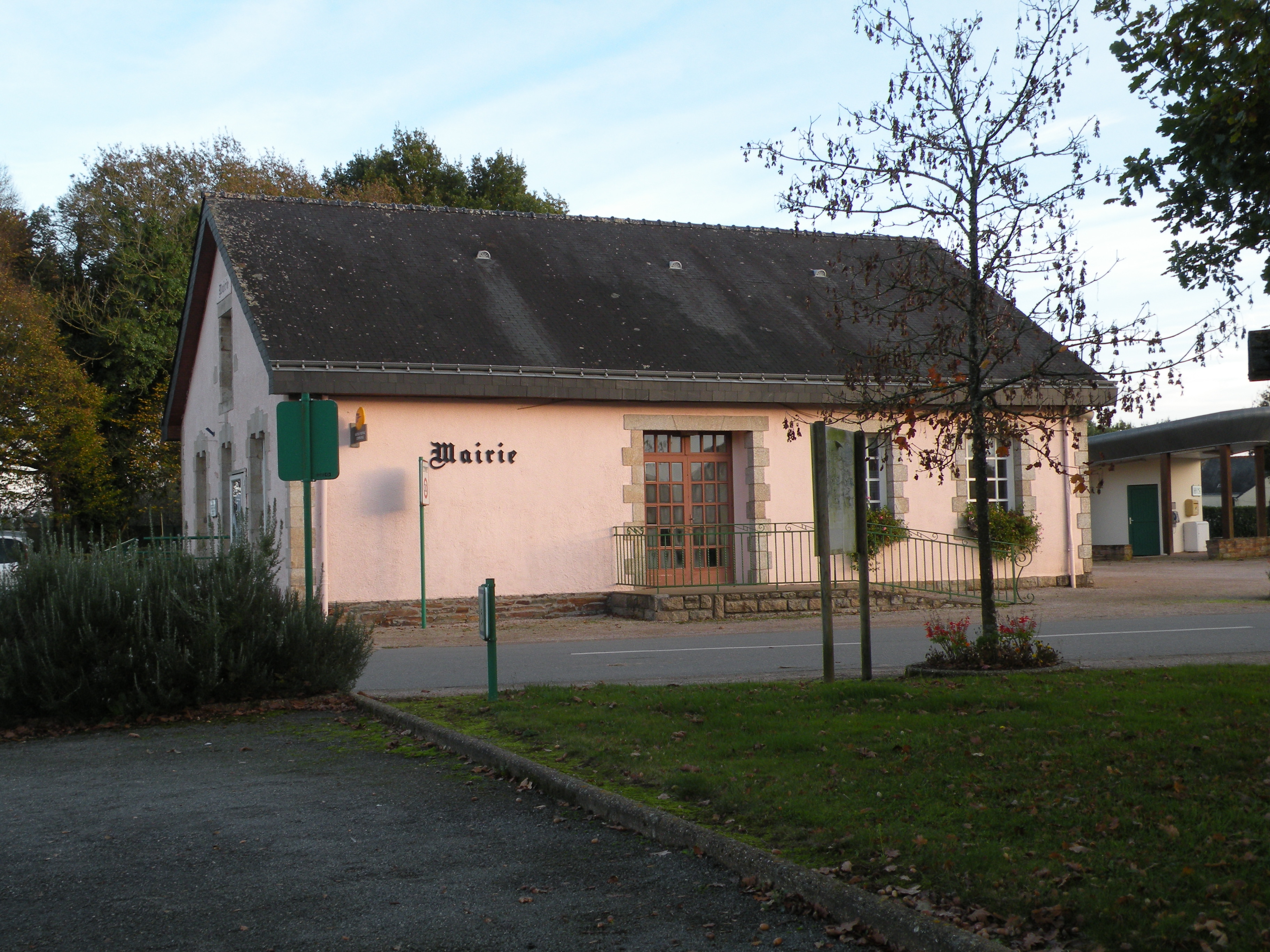
Maorie Rhéhillac
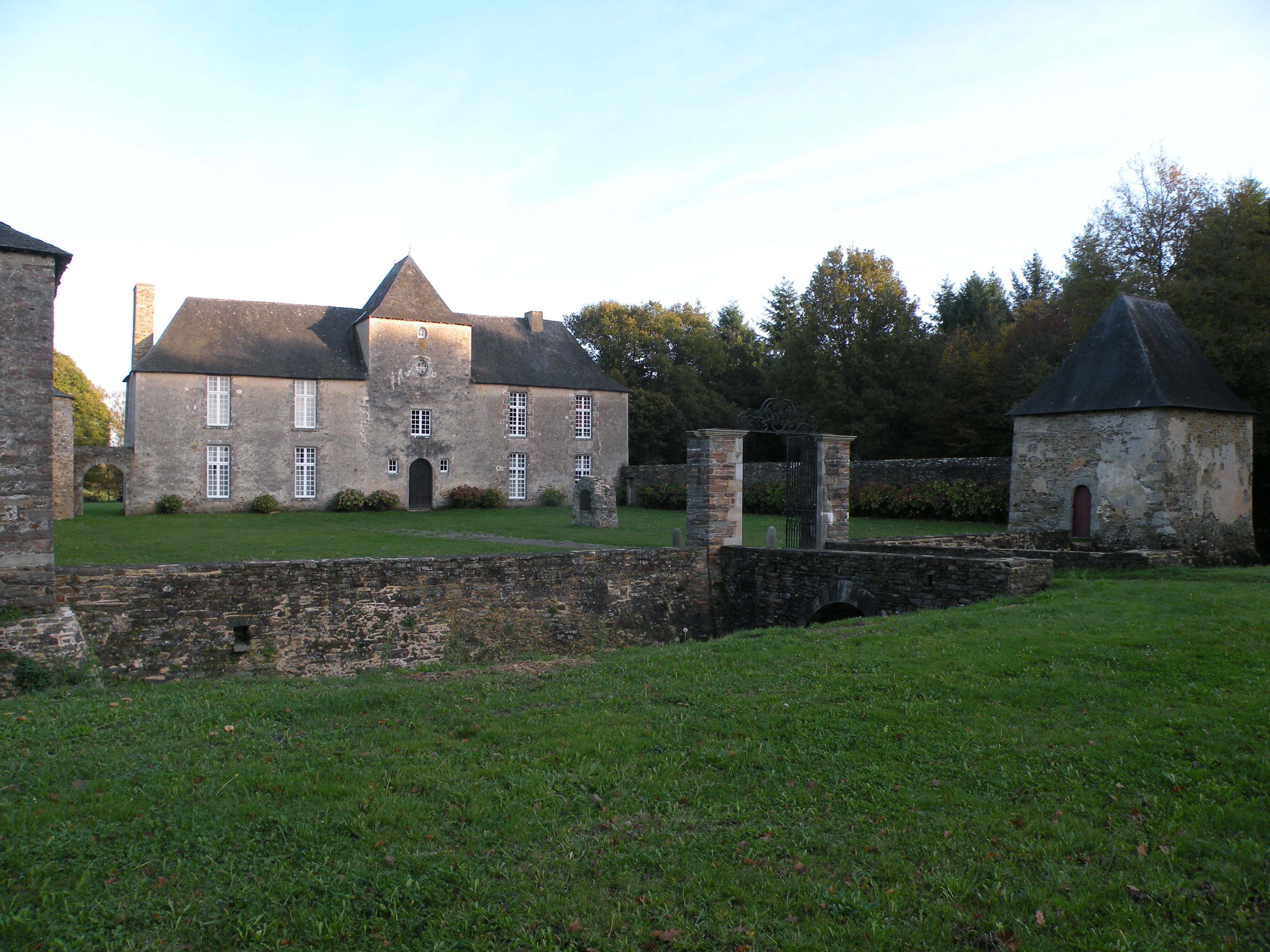
Manoir de la Cour, Herrenhaus